# Leo Slezak
Pour les articles homonymes, voir Slezak.
Leo Slezak est un ténor d'opéra et acteur d'origine austro-hongroise, né à Mährisch-Schönberg en Autriche-Hongrie (actuelle Šumperk en République tchèque) le 18 août 1873, mort à Rottach-Egern (Bavière, Allemagne) le 1er juin 1946.

## Biographie
Slezak est le fils d'un meunier, issu une famille très modeste. Il tente sans succès de se lancer dans plusieurs métiers (jardinier, maréchal-ferrant, agent d'assurances...). Après ses études de chant avec le baryton autrichien Adolf Robinson (1838-1920), il entre à 19 ans dans le chœur de l'opéra de Brno puis chante intensivement pendant ses obligations militaires.
Il débute en 1896 à Brünn (Moravie), dans le rôle-titre de Lohengrin. En 1898-1899, il se produit au Staatsoper Unter den Linden de Berlin, et de 1899 à 1901, à l'opéra de Breslau où il est sous contrat de deux ans et qui lui permet de rencontrer l'actrice Elsa Wertheim qui abandonne sa carrière pour l'épouser. En 1900, il interprète les rôles-titres de Lohengrin et Siegfried à la Royal Opera House (dite Covent Garden) de Londres, où il reviendra en 1909 (avec Otello), après avoir parfait, l'année précédente (1908) à Paris, son apprentissage du répertoire non-allemand, auprès du ténor polonais Jean de Reszke (1850-1925). En 1902, il chante pour la première fois à la Scala de Milan, dans Tannhäuser. Il chante à l'Opéra de Vienne sous la direction de Gustav Mahler qui le pousse à perfectionner sa technique. De novembre 1909 à janvier 1913, il est sous contrat au Metropolitan Opera ("Met") de New York (aux deux extrémités de cette période, dans le rôle-titre d’Otello, sous la direction d'Arturo Toscanini). Mais surtout, de 1901 à 1926, il est membre de la troupe du Wiener Staatsoper (l'Opéra d'État de Vienne). Il s'y produit plus de neuf-cents (!) fois dans l'intervalle. Il en devient ensuite membre honoraire et y chante pour la dernière fois (dans Pagliacci) en 1934, année marquant le terme de sa première carrière de ténor, durant laquelle il chante en d'autres lieux (notamment en tournées aux États-Unis, en Russie) et ne se cantonne pas à son répertoire d'opéras — comprenant une soixantaine de rôles différents —, puisqu'il participe aussi à des concerts et récitals.
En 1932, Leo Slezak entame une seconde carrière d'acteur et joue dans quarante-cinq films allemands jusqu'en 1943, principalement des comédies et des films musicaux (où lui-même chante). Parmi ses partenaires à l'écran, citons la soprano Maria Jeritza, Ingrid Bergman, Magda Schneider, Zarah Leander, Hans Albers, S. Z. Sakall, entre autres.
Il est le père de l'acteur Walter Slezak (1902-1983) — aux côtés duquel il a au cinéma une première expérience (un petit rôle), alors sans lendemain, en 1922 —. D'abord domicilié à Berlin ou à Vienne, il s'établit en 1943 avec son épouse à Rottach-Egern, où il meurt en 1946.
Il est l'auteur d'une autobiographie publiée en 1938.

## Rôles comme chanteur
(sélection)

### au Met

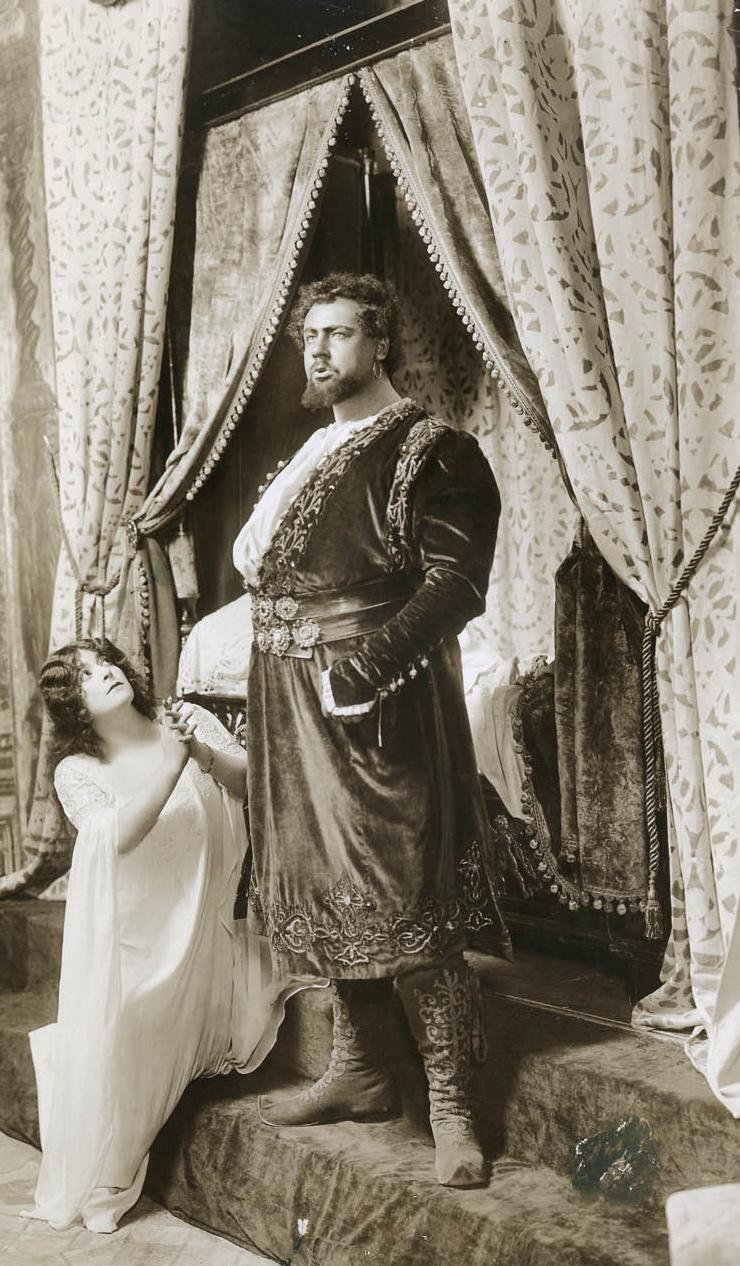
Leo Slezak, dans le rôle-titre d’Otello de Verdi, avec la soprano Frances Alda, en 1909 au Met

- 1909 : Otello de Giuseppe Verdi, avec Frances Alda, direction musicale Arturo Toscanini (rôle-titre, interprété 31 fois, jusqu'en janvier 1913)
- 1909 : Aida de Giuseppe Verdi, avec Johanna Gadski, direction musicale Arturo Toscanini (rôle de Radamès, interprété 7 fois, jusqu'en 1912)
- 1909 : Il trovatore de Giuseppe Verdi, avec Johanna Gadski, direction musicale Egisto Tango (rôle de Manrico, interprété 17 fois, jusqu'en janvier 1913)
- 1910 : Alessandro Stradella de Friedrich von Flotow, avec Alma Gluck, direction musicale Max Bendix (en) (rôle-titre, interprété 6 fois en 1910)
- 1910 : Lohengrin de Richard Wagner, avec Olive Fremstad, direction musicale Alfred Hertz (en) (rôle-titre, interprété 4 fois jusqu'en mars 1911)
- 1910 : Die Meistersinger von Nürnberg de Richard Wagner, avec Johanna Gadski, direction musicale Arturo Toscanini (rôle de Walther von Stolzing, interprété 9 fois, jusqu'en janvier 1913)
- 1910 : La Dame de pique de Piotr Ilitch Tchaïkovski, avec Emmy Destinn, Alma Gluck, direction musicale Gustav Mahler (rôle de Gherman, interprété 4 fois en 1910)
- 1910 : Tannhäuser de Richard Wagner, avec Johanna Gadski, direction musicale Alfred Hertz (en) (rôle-titre, interprété 18 fois, jusqu'en 1912)
- 1912 : Faust de Charles Gounod, avec Geraldine Farrar, direction musicale Giuseppe Sturani (rôle-titre, une représentation)
- 1912 : Die Zauberflöte de Wolfgang Amadeus Mozart, avec Emmy Destinn, direction musicale Alfred Hertz (en) (rôle de Tamino, interprété 6 fois, jusqu'en janvier 1913)

### Autres lieux
- 1896 : Lohengrin de Richard Wagner, avec Milka Ternina (rôle-titre, à Brno)
- 1899 : Lohengrin de Richard Wagner (rôle-titre, à Breslau)
- 1900 : Lohengrin et Siegfried de Richard Wagner (rôles-titres, au Covent Garden)
- 1901 : Guglielmo Tell de Gioachino Rossini (rôle d'Arnold, au Wiener Staatsoper)
- 1901 : Aida de Giuseppe Verdi (rôle de Radamès, au Wiener Staatsoper)
- 1901 : Werther de Jules Massenet (rôle-titre, au Wiener Staatsoper)
- 1902 : Tannhäuser de Richard Wagner, avec Giannina Russ, Giuseppe De Luca (rôle-titre, à la Scala)
- 1909 : Otello de Giuseppe Verdi (rôle-titre, au Covent Garden)
- 1934 : Otello de Giuseppe Verdi (rôle-titre, au Wiener Staatsoper)
- 1934 : Pagliacci de Ruggero Leoncavallo, direction musicale Clemens Krauss (rôle de Canio, au Wiener Staatsoper)

## Filmographie partielle
- 1922 : Sodome et Gomorrhe (Sodom und Gomorrha) de Michael Kertész
- 1932 : Ein toller Einfall de Kurt Gerron
- 1933 : Die Herren vom Maxim de Carl Boese
- 1933 : Großfürstin Alexandra de Wilhelm Thiele
- 1934 : Freut Euch des Lebens de Hans Steinhoff
- 1934 : Musik im Blut d'Erich Waschneck
- 1934 : G'schichten aus dem Wienerwald de Georg Jacoby
- 1935 : Die Fahrt in die Jugend de Carl Boese
- 1935 : Vedette hongroise (Die ganze Welt dreht sich um Liebe) de Viktor Tourjansky
- 1935 : Le Cirque Saran (Zirkus Saran) de E.W. Emo
- 1935 : Ein Nacht an der Donau de Carl Boese
- 1936 : Hebstmanöver de Georg Jacoby
- 1936 : Le Postillon de Lonjumeau (Der König lächelt - Paris lacht) de Carl Lamac
- 1937 : Husaren heraus de Georg Jacoby
- 1937 : Gasparone de Georg Jacoby
- 1938 : Magda (Heimat) de Carl Froelich
- 1938 : Der Mann, der nicht nein sagen kann de Mario Camerini
- 1938 : Quatre Filles courageuses (Die vier Gesellen) de Carl Froelich
- 1939 : Pages immortelles (Es war eine rauschende Ballnacht) de Carl Froelich
- 1940 : Golowin geht durch die Stadt de Robert A. Stemmle
- 1940 : Le Marchand d'oiseaux ou L'Oiseleur (Rosen in Tirol) de Géza von Bolváry
- 1940 : Opérette (Operette) de Willi Forst
- 1941 : Alles für Gloria de Carl Boese
- 1943 : Les Aventures fantastiques du baron Munchhausen (Münchhausen) de Josef von Báky